# Colorado School of Mines
Colorado School of Mines – publiczna uczelnia badawcza z siedzibą w Golden, w stanie Kolorado (Stany Zjednoczone), jedna z najbardziej renomowanych uczelni górniczych na świecie.
W 2024 roku uczelnia liczyła 7608 studentów, w tym 5852 na studiach I stopnia oraz 1756 na studiach II i III stopnia. Głównymi kierunkami studiów pod względem liczby studentów były: inżynieria mechaniczna (25% studentów w 2024 roku), informatyka (17%) i inżynieria chemiczna (7,5%).

## Historia
Uczelnia została założona 9 lutego 1874 roku pod nazwą Territorial School of Mines. Obecną nazwę przyjęła dwa lata później, wkrótce po uzyskaniu przez Terytorium Kolorado statusu stanu. Pierwsze dyplomy ukończenia studiów zostały wydane w 1883 roku.
Czynnikiem, który zadecydował o powstaniu uczelni, było odkrycie na terenie Kolorado kilkanaście lat wcześniej złóż złota i srebra. Miasto Golden, położone u podnóża Gór Skalistych, było znaczącym ośrodkiem górnictwa i osadnictwa w regionie. W początkowych latach działalność akademicka skupiała się w dużej mierze na metodach oceny zasobności złóż występujących w okolicy metali. Prowadzone były kursy w dziedzinie chemii, metalurgii, inżynierii górniczej, geologii, botaniki, matematyki i rysownictwa. Z czasem zakres oferowanych kursów uległ powiększeniu o kolejne dziedziny inżynierii i nauk stosowanych, w tym niezwiązane z górnictwem.
W 1934 roku zapoczątkowana została kultywowana do dziś tradycja wydawania absolwentom dyplomów w postaci srebrnych, grawerowanych płyt.